# 王敬先
王敬先（1933年—），原名李水仙，女，河南开封朱仙镇人，中国豫剧表演艺术家。王敬先开创了豫剧历史上武旦先河，因其精湛的功夫绝活和“踢枪”表演使她赢得了一个“满场飞”的外号。王敬先以“踩跷翻打行当全，青衣花旦文武生”著称。王敬先和长期合作的王秀兰、王素君三人并称为“汴京三王”。